# Rovaniemi ekonomiska region
Rovaniemi ekonomiska region (finska:  Rovaniemen seutukunta) är en av ekonomiska regionerna i landskapet Lappland i Finland. Folkmängden i regionen uppgick den 1 januari 2013 till 65 104 invånare, regionens totala areal utgjordes av 11 712 kvadratkilometer och därav utgjordes landytan av 11 035,77  kvadratkilometer.  I Finlands NUTS-indelning representerar regionen nivån LAU 1 (f.d. NUTS 4), och dess nationella kod är 191 .  

## Förteckning över kommuner
Rovaniemi ekonomiska region  omfattar följande två kommuner: 
- Ranua kommun
- Rovaniemi stad

Bägge kommunernas språkliga status är enspråkigt finska. 